# Есаян, Нуне Мартиковна
Нуне Мартиковна Есаян (арм. Նունե Եսայան; род. 5 августа 1969, Ереван, Армянская ССР, СССР) — армянская эстрадная певица, заслуженная артистка Республики Армения (2006).

## Образование
Окончив среднюю школу, в 1986 году поступила в Ереванский политехнический институт. Параллельно посещала любительскую группу народных песен[что?]. В 1987 году решила изменить профессиональную направленность и в 1988 году поступила в Ереванский государственный колледж джазового и эстрадного искусства.
Первые учителя были джазовая певица Татевик Ованнисян и композитор Артур Григорян. В 1990 году, окончив колледж, поступила в Константина Орбеляна боссов Государственный эстрадный оркестр Армении, как солистка. Принимала участие в многочисленных местных и международных конкурсах и была удостоена почетным наградам страны.
1993—1995 гг. музыкальная деятельность в Сирии.
Выпустила более 10 дисков, сняла более чем 20 видео. Концертами выступала в Армении и многих зарубежных странах. В репертуаре большая часть составляют народные песни.

## Призы, награды
В 2006 году указом президента ей было присвоено звание заслуженной артистки Армении.

## Дискография
- 1998 — Кавар наш (арм. Կավարը մեր)
- 1999 — Who Knows
- 2000 — World
- 2001 — Нуне (арм. Նունե)
- 2002 — Love
- 2003 — Саят-Нова (арм. Սայաթ-Նովա)
- 2004 — Me
- 2005 — Nune: International Album
- 2006 — Дле яман (арм. Դլե յաման)
- 2012 — Sold Out
- 2014 — Я тебя люблю (арм. Սիրում եմ ձեզ)